# پروتون جن-۲

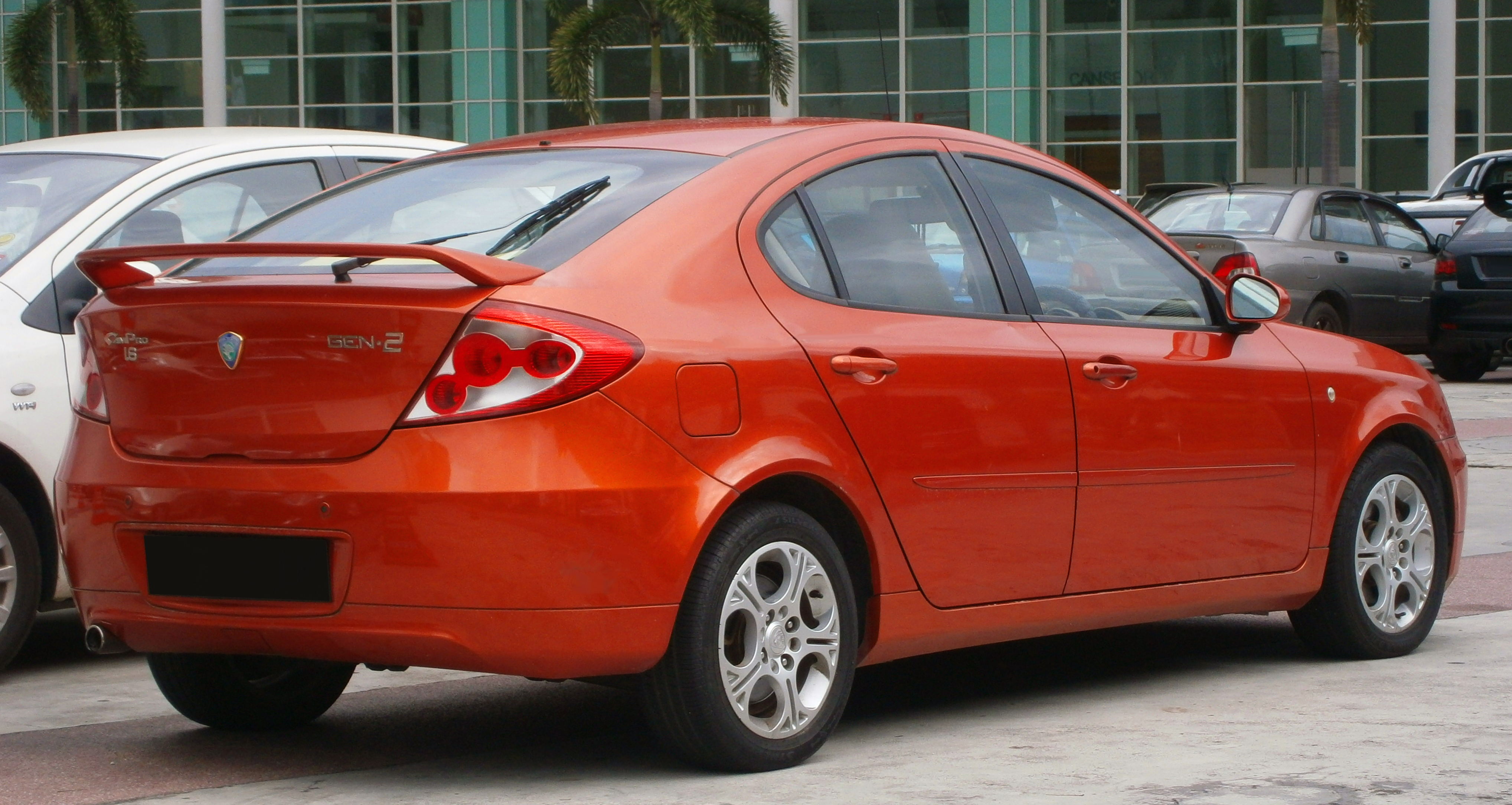

پروتون جن-۲ (به انگلیسی: Proton Gen-۲) خودرویی‌ست که از سال ۲۰۰۴ تا ۲۰۱۲ در پراک و مالزی تولید شده‌است. طراحی آن خودروهای موتور جلو-محور جلو بوده طول آن در حالت طبیعی ۴٬۳۱۰ میلیمتر (۱۶۹٫۷ اینچ) و عرض آن در حالت طبیعی ۱٬۷۲۵ میلیمتر (۶۷٫۹ اینچ) است.
این خودرو مدتی توسط شرکت زاگرس خودرو در ایران عرضه شد.